# Минерва (журнал)
Минерва — ежемесячный журнал «российской и иностранной словесности», издавался в Москве в 1806—1807 годах профессорами московского университета Победоносцевым и Сохацким. Определённого характера не имел; обличения Наполеона и французских революционеров нужно относить к духу времени; наряду с ними журнал переполнялся переводами статей энциклопедистов. В Минерве помещались стихотворения И. М. Аристова, В. И. Левшина, князя Н. М. Кугушева, М. И. Невзорова, Ефима Смагина и др.; сибирские повести и этнографические заметки Н. Мамышева; отрывки из произведений Плавильщикова; переводы княгини Н. Шаховской, Ник. Лажечникова и др.
Всего было издано 6 частей журнала (по 3 в год), печатался в Университетской типографии. Выходил еженедельно:
- Ч. 1, № 1—17: Январь—апрель. — 1806. — 269, [2] с.
- Ч. 2, № 18—35: Май-август. — 1806. — 286, [2] с.
- Ч. 3, № 36—52: Сентябрь-декабрь. — 1806. — 272 с..
- Ч. 4, № 1—17: Январь-апрель. — 1807. — 272 с.
- Ч. 5, № 18—35: Май-август. — 1807. — 287, [1] с.
- Ч. 6, № 36—52: Сентябрь-декабрь. — 1807. — 272 с.

В журнале были помещены переводы: Вольтеровы мысли // Минерва. 1807, апрель; Переписка Вольтера и Руссо // Минерва. 1807, июнь, сентябрь.